# Inge Garstedt
Inge Garstedt (1947) è una politica svedese. 
Fa parte del Partito Moderato ed è stata membro del Parlamento svedese fino al 2006 e ha sostituito un membro del Riksdag nel 1991.